# Saint-Rambert-d'Albon
Saint-Rambert-d'Albon là một xã thuộc tỉnh Drôme trong vùng Auvergne-Rhône-Alpes ở đông nam nước Pháp. Xã Saint-Rambert-d'Albon nằm ở khu vực có độ cao 158 mét trên mực nước biển.

## Thành phố kết nghĩa
Saint-Rambert-d'Albon kết nghĩa với:
- Kernen im Remstal, Đức
- Mango, Italia